# Coupe du monde de rugby à XIII 2000
Navigation
Édition précédente Édition suivante
La Coupe du monde de rugby à XIII 2000 (12e édition depuis sa création en 1954) se déroule du 28 octobre au 25 novembre 2000 au Royaume-Uni et en France. Il s'agit de la plus importante des compétitions internationales de rugby à XIII mettant aux prises des sélections nationales, organisée par Rugby League International Federation (RLIF). C'est la quatrième fois que le Royaume-Uni et la troisième fois que la France organisent ce tournoi.
Élargi pour la première fois à seize nations, cela permet à différentes sélections de connaître leur première participation au tournoi : les Fidji, les Îles Cook, le Liban, l'Écosse, la Russie et la Nouvelle-Zélande Maori.
Cette édition 2000 a été remporté par l'équipe d'Australie et le trophée Barrière sera remis en jeu lors de la Coupe du monde 2008 en Australie.

## Qualifications

### Poule Méditerranée
| Équipe no 1 | Score | Équipe no 2 |
| ----------- | ----- | ----------- |
| Liban       | 36-16 | Italie      |
| Liban       | 104-0 | Maroc       |
| Italie      | 34-0  | Maroc       |

| Équipes | Joués | Points | Gagnés | Nuls | Perdus | Points pour | Points contre | Différence |
| ------- | ----- | ------ | ------ | ---- | ------ | ----------- | ------------- | ---------- |
| Liban   | 2     | 4      | 2      | 0    | 0      | 140         | 16            | +124       |
| Italie  | 2     | 2      | 1      | 0    | 1      | 50          | 36            | +14        |
| Maroc   | 2     | 0      | 0      | 0    | 2      | 0           | 138           | -138       |

Le Liban est qualifié pour la finale des qualifications.

### Poule  de la région Pacifique
| Équipe no 1 | Score | Équipe no 2 |
| ----------- | ----- | ----------- |
| États-Unis  | 54-0  | Japon       |
| États-Unis  | 68-0  | Canada      |
| Japon       | 14-0  | Canada      |

| Équipes    | Joués | Points | Gagnés | Nuls | Perdus | Points pour | Points contre | Différence |
| ---------- | ----- | ------ | ------ | ---- | ------ | ----------- | ------------- | ---------- |
| États-Unis | 2     | 4      | 2      | 0    | 0      | 122         | 0             | +122       |
| Japon      | 2     | 2      | 1      | 0    | 1      | 14          | 54            | -40        |
| Canada     | 2     | 0      | 0      | 0    | 2      | 0           | 82            | -82        |

Les États-Unis sont qualifiés pour la finale des qualifications.

### Finale
| Date       | Équipe no 1 | Score | Équipe no 2 |
| ---------- | ----------- | ----- | ----------- |
| 21/11/1999 | États-Unis  | 8-62  | Liban       |

Le Liban est qualifié pour la Coupe du monde.

## Résultats

### 1ertour

#### Groupe A
| Groupe A |            |   |   |   |   |     |     |      |     |
|          | Équipe     | J | V | N | D | PP  | PC  | Δ    | Pts |
| 1        | Australie  | 3 | 3 | 0 | 0 | 198 | 14  | +184 | 6   |
| 2        | Angleterre | 3 | 2 | 0 | 1 | 144 | 36  | +108 | 4   |
| 3        | Fidji      | 3 | 1 | 0 | 2 | 56  | 144 | -88  | 2   |
| 4        | Russie     | 3 | 0 | 0 | 3 | 20  | 224 | -204 | 0   |

| sam. 28 oct. | Angleterre | 2 - 22  | Australie | Twickenham, Londres             |
| dim. 29 oct. | Fidji      | 38 - 12 | Russie    | Craven Park, Barrow-in-Furness  |
| mer 1 nov.   | Australie  | 66 - 8  | Fidji     | Gateshead Stadium, Gateshead    |
| mer. 1 nov.  | Angleterre | 76 - 4  | Russie    | Knowsley Road, St Helens        |
| sam. 4 nov.  | Angleterre | 66 - 4  | Fidji     | Headingley Rugby Stadium, Leeds |
| sam. 4 nov.  | Australie  | 110 - 4 | Russie    | The Boulevard, Hull             |

#### Groupe B
| Groupe B |                  |   |   |   |   |     |     |      |     |
|          | Équipe           | J | V | N | D | PP  | PC  | Δ    | Pts |
| 1        | Nouvelle-Zélande | 3 | 3 | 0 | 0 | 206 | 28  | +178 | 6   |
| 2        | Pays de Galles   | 3 | 2 | 0 | 1 | 80  | 86  | -6   | 4   |
| 3        | Liban            | 3 | 0 | 1 | 2 | 44  | 110 | -66  | 1   |
| 4        | Îles Cook        | 3 | 0 | 1 | 2 | 38  | 144 | -106 | 1   |

| dim. 29 oct. | Nouvelle-Zélande | 64 - 0  | Liban            | Kingsholm Stadium, Gloucester |
| dim. 29 oct. | Pays de Galles   | 38 - 6  | Îles Cook        | Racecourse Ground, Wrexham    |
| jeu. 2 nov.  | Nouvelle-Zélande | 84 - 10 | Îles Cook        | Madejski Stadium, Reading     |
| jeu. 2 nov.  | Pays de Galles   | 24 - 22 | Liban            | Stradey Park, Llanelli        |
| dim. 5 nov.  | Îles Cook        | 22 - 22 | Liban            | Millennium Stadium, Cardiff   |
| dim. 5 nov.  | Pays de Galles   | 18 - 58 | Nouvelle-Zélande | Millennium Stadium, Cardiff   |

#### Groupe C
| Groupe C |                      |   |   |   |   |     |     |      |     |
|          | Équipe               | J | V | N | D | PP  | PC  | Δ    | Pts |
| 1        | Papou.-Nvelle-Guinée | 3 | 3 | 0 | 0 | 69  | 42  | +27  | 6   |
| 2        | France               | 3 | 2 | 0 | 1 | 104 | 37  | +67  | 4   |
| 3        | Tonga                | 3 | 1 | 0 | 2 | 96  | 76  | +20  | 2   |
| 4        | Afrique du Sud       | 3 | 0 | 0 | 3 | 24  | 138 | -114 | 0   |

| sam. 28 oct. | PGN    | 23 - 20 | France         | Stade Charléty, Paris           |
| sam. 28 oct. | Tonga  | 66 - 18 | Afrique du Sud | Stade Charléty, Paris           |
| mer. 1 nov.  | France | 28 - 8  | Tonga          | Stade Albert-Domec, Carcassonne |
| jeu. 2 nov.  | PGN    | 16 - 0  | Afrique du Sud | Stadium, Toulouse               |
| dim. 5 nov.  | France | 56 - 6  | Afrique du Sud | Stade Maurice-Rigaud, Albi      |
| lun. 6 nov.  | PGN    | 30 - 22 | Tonga          | Stade Maurice-Rigaud, Albi      |

#### Groupe D
| Groupe D |                      |   |   |   |   |    |    |     |     |
|          | Équipe               | J | V | N | D | PP | PC | Δ   | Pts |
| 1        | Irlande              | 3 | 3 | 0 | 0 | 78 | 38 | +40 | 6   |
| 2        | Samoa                | 3 | 2 | 0 | 1 | 57 | 58 | -1  | 4   |
| 3        | Nvelle-Zélande Maori | 3 | 1 | 0 | 2 | 49 | 67 | -18 | 2   |
| 4        | Écosse               | 3 | 0 | 0 | 3 | 34 | 55 | -21 | 0   |

| sam. 28 oct. | Irlande | 30 - 16 | Samoa                | Windsor Park, Belfast         |
| dim. 29 oct. | Écosse  | 16 - 17 | Nvelle-Zélande Maori | Firhill Stadium, Glasgow      |
| mer. 1 nov.  | Irlande | 18 - 6  | Écosse               | Tolka Park, Dublin            |
| mer. 1 nov.  | Samoa   | 21 - 16 | Nvelle-Zélande Maori | Derwent Park, Workington      |
| sam. 4 nov.  | Irlande | 30 - 16 | Nvelle-Zélande Maori | Tolka Park, Dublin            |
| dim. 5 nov.  | Écosse  | 12 - 20 | Samoa                | Tynecastle Stadium, Édimbourg |

### Tournoi final
|  | Quarts de finale                  | Quarts de finale          |                  |    | Demi-finales                     | Demi-finales                     |  |  | Finale                     | Finale                     |
|  | Quarts de finale                  | Quarts de finale          |                  |    | Demi-finales                     | Demi-finales                     |  |  | Finale                     | Finale                     |
|  |                                   |                           |                  |    |                                  |                                  |  |  |                            |                            |
|  | Vicarage Road, à Watford          | Vicarage Road, à Watford  |                  |    | McAlpine Stadium, à Huddersfield | McAlpine Stadium, à Huddersfield |  |  | Old Trafford, à Manchester | Old Trafford, à Manchester |
|  | Vicarage Road, à Watford          | Vicarage Road, à Watford  |                  |    | McAlpine Stadium, à Huddersfield | McAlpine Stadium, à Huddersfield |  |  | Old Trafford, à Manchester | Old Trafford, à Manchester |
|  | Australie                         | 66                        |                  |    | McAlpine Stadium, à Huddersfield | McAlpine Stadium, à Huddersfield |  |  | Old Trafford, à Manchester | Old Trafford, à Manchester |
|  | Australie                         | 66                        |                  |    | McAlpine Stadium, à Huddersfield | McAlpine Stadium, à Huddersfield |  |  | Old Trafford, à Manchester | Old Trafford, à Manchester |
|  | Samoa                             | 10                        |                  |    | McAlpine Stadium, à Huddersfield | McAlpine Stadium, à Huddersfield |  |  | Old Trafford, à Manchester | Old Trafford, à Manchester |
|  | Samoa                             | 10                        | Australie        | 46 |                                  |                                  |  |  | Old Trafford, à Manchester | Old Trafford, à Manchester |
|  | Headingley Rugby Stadium, à Leeds |                           | Australie        | 46 |                                  |                                  |  |  | Old Trafford, à Manchester | Old Trafford, à Manchester |
|  |                                   | Pays de Galles            | 22               |    |                                  |                                  |  |  | Old Trafford, à Manchester | Old Trafford, à Manchester |
|  | PNG                               | Pays de Galles            | 22               | 8  |                                  |                                  |  |  | Old Trafford, à Manchester | Old Trafford, à Manchester |
|  | PNG                               |                           |                  | 8  |                                  |                                  |  |  | Old Trafford, à Manchester | Old Trafford, à Manchester |
|  | Pays de Galles                    | 22                        |                  |    |                                  |                                  |  |  | Old Trafford, à Manchester | Old Trafford, à Manchester |
|  | Pays de Galles                    | 22                        | Australie        | 40 |                                  |                                  |  |  |                            |                            |
|  | The Jungle, à Castleford          |                           | Australie        | 40 |                                  |                                  |  |  |                            |                            |
|  |                                   | Nouvelle-Zélande          | 12               |    |                                  |                                  |  |  |                            |                            |
|  | Nouvelle-Zélande                  | Nouvelle-Zélande          | 12               | 54 |                                  |                                  |  |  |                            |                            |
|  | Nouvelle-Zélande                  | Reebok Stadium, à Horwich |                  | 54 |                                  |                                  |  |  |                            |                            |
|  | France                            | 6                         |                  |    |                                  |                                  |  |  |                            |                            |
|  | France                            | 6                         | Nouvelle-Zélande | 49 |                                  |                                  |  |  |                            |                            |
|  | Halton Stadium, à Widnes          |                           | Nouvelle-Zélande | 49 |                                  |                                  |  |  |                            |                            |
|  |                                   | Angleterre                | 6                |    |                                  |                                  |  |  |                            |                            |
|  | Angleterre                        | Angleterre                | 6                | 26 |                                  |                                  |  |  |                            |                            |
|  | Angleterre                        |                           |                  | 26 |                                  |                                  |  |  |                            |                            |
|  | Irlande                           | 16                        |                  |    |                                  |                                  |  |  |                            |                            |
|  | Irlande                           | 16                        |                  |    |                                  |                                  |  |  |                            |                            |

#### Finale
Homme du match :  Wendell Sailor
Points marqués :
- Australie : 7 essais de Sailor (2), Gidley, Hindmarsh, Lockyer, Fittler, Barrett ; 6 transformations de Rogers (6)
- Nouvelle-Zélande: 2 essais de Vainikolo, Carroll ; 2 transformations de H. Paul (2)

Évolution du score : 
Arbitre :  Stuart Cummings
Spectateurs : 44 329
- Australie : Lockyer - Rogers, MacDougall, Gidley, Sailor - Fittler (c), Kimmorley - Webcke, Johns, Kearns, Tallis, Fletcher, Hill - Barrett, Hindmarsh, Britt, Stevens - Entraîneur : Chris  Anderson
- Nouvelle-Zélande : Barnett (c) - Vagana, Carroll, Talau, Vainikolo - H. Paul, Jones - Smith, Swain, Pongia, Rua, Kearney, Wiki - R. Paul, Vagana, Cayless, Swann - Entraîneur : Frank Endacott